# Labdarúgás a világon
A legtöbb európai országnak két fő labdarúgó rendezvénye van: a tekintélyesebb bajnokság, amely tipikusan oda-visszavágós rendszerű, és a kupa, amely egyenes kieséses rendszerű torna. Latin-Amerikában a bajnokság gyakran rájátszásos rendszerű, vagy Apertura és Clausura szakaszra van felosztva.

## Afrika(CAF)
| Ország                    | Nemzeti csapat | Nemzeti szövetség                            | Fő bajnokság                                     | Fő kupa                                    | Szuperkupa mérkőzés                                         |
| ------------------------- | -------------- | -------------------------------------------- | ------------------------------------------------ | ------------------------------------------ | ----------------------------------------------------------- |
| Algéria                   | Nemzeti csapat | Algériai labdarúgó-szövetség                 | Ligue Professionnelle 1                          | Coupe D'Algerie                            | Super Coupe                                                 |
| Angola                    | Nemzeti csapat | Angolai labdarúgó-szövetség                  | Girabola                                         | Taça de Angola                             | SuperTaça de Angola                                         |
| Benin                     | Nemzeti csapat | Benini labdarúgó-szövetség                   | Ligue 1                                          | Coupe du Benin                             | Super Coupe                                                 |
| Bissau-Guinea             | Nemzeti csapat | Bissau-guineai labdarúgó-szövetség           | I Divisão                                        | Taça Nacional da Guiné-Bissau              | Super Taça Nacional                                         |
| Botswana                  | Nemzeti csapat | Botswanai labdarúgó-szövetség                | Premier League                                   | Orange FA Cup                              |                                                             |
| Burkina Faso              | Nemzeti csapat | Burkina Fasó-i labdarúgó-szövetség           | Championnat National Première Division           | Coupe du Faso                              | Coupe de l'Association Sportive des Journalistes du Burkina |
| Burundi                   | Nemzeti csapat | Burundi labdarúgó-szövetség                  | Ligue A                                          | Coupe du Président de la République        |                                                             |
| Comore-szigetek           | Nemzeti csapat | Comore-szigeteki labdarúgó-szövetség         | Championnat des Comores                          | Coupe des Comores                          |                                                             |
| Csád                      | Nemzeti csapat | Csádi labdarúgó-szövetség                    | Championnat National Intégral                    | Supercoupe du Tchad                        | Supercoupe du Tchad                                         |
| Dél-afrikai Köztársaság   | Nemzeti csapat | Dél-afrikai labdarúgó-szövetség              | ABSA Premiership                                 | Nedbank FA Cup                             |                                                             |
| Dél-Szudán                | Nemzeti csapat | Dél-szudáni labdarúgó-szövetség              | Champions League                                 | South Sudan Cup                            | –                                                           |
| Dzsibuti                  | Nemzeti csapat | Dzsibuti labdarúgó-szövetség                 | Championnat national de la 1ère division         | Coupe de Djibouti (Coupe du 27 Juin)       | Super Coupe de Djibouti                                     |
| Egyenlítői-Guinea         | Nemzeti csapat | Egyenlítői-guineai labdarúgó-szövetség       | Liga Nacional de Fútbol SEGESA                   | Copa de S.E. el Presidente de la República | Supercopa                                                   |
| Egyiptom                  | Nemzeti csapat | Egyiptomi labdarúgó-szövetség                | First Level                                      | Egypt Cup                                  |                                                             |
| Elefántcsontpart          | Nemzeti csapat | Elefántcsontparti labdarúgó-szövetség        | Ligue 1 MTN                                      | Coupe Nationale                            | Coupe de la Ligue                                           |
| Eritrea                   | Nemzeti csapat | Eritreai labdarúgó-szövetség                 | Eritreai labdarúgó-bajnokság (első osztály)      | –                                          |                                                             |
| Etiópia                   | Nemzeti csapat | Etióp labdarúgó-szövetség                    | Ethiopia Premier League                          | FA Cup                                     | Etióp szuperkupa                                            |
| Gabon                     | Nemzeti csapat | Gaboni labdarúgó-szövetség                   | Gabon Oil National Foot 1                        | Coupe du Gabon Interclubs                  | Super Coupe du Gabon                                        |
| Gambia                    | Nemzeti csapat | Gambiai labdarúgó-szövetség                  | GFA League First Division                        | Gambiai kupa                               | GFA Super Cup                                               |
| Ghána                     | Nemzeti csapat | Ghánai labdarúgó-szövetség                   | Ghana Premier League                             | FA Cup                                     |                                                             |
| Guinea                    | Nemzeti csapat | Guineai labdarúgó-szövetség                  | Championnat National de Ligue 1                  | Coupe Nationale                            |                                                             |
| Kamerun                   | Nemzeti csapat | Kameruni labdarúgó-szövetség                 | MTN Elite One                                    | Coupe du Cameroun                          | Super Coupe Roger Milla                                     |
| Kenya                     | Nemzeti csapat | Kenyai labdarúgó-szövetség                   | Kenya Premier League                             | Betway Cup                                 |                                                             |
| Kongó                     | Nemzeti csapat | Kongói labdarúgó-szövetség                   | Championnat National MTN Ligue 1                 | Coupe du Congo de Foot-ball                |                                                             |
| Kongói DK                 | Nemzeti csapat | Kongói DK labdarúgó-szövetség                | Linafoot                                         | Coupe du Congo                             | Super Coupe du Congo                                        |
| Közép-afrikai Köztársaság | Nemzeti csapat | Közép-afrikai labdarúgó-szövetség            | Közép-afrikai labdarúgó-bajnokság (első osztály) | Közép-afrikai labdarúgókupa                |                                                             |
| Lesotho                   | Nemzeti csapat | Lesothói labdarúgó-szövetség                 | Lesotho Premier League                           | Independence Cup                           |                                                             |
| Libéria                   | Nemzeti csapat | Libériai labdarúgó-szövetség                 | First Division                                   | Petro Trade Cup                            | Libériai labdarúgó-szuperkupa                               |
| Líbia                     | Nemzeti csapat | Líbiai labdarúgó-szövetség                   | League Division 1                                | Líbiai labdarúgókupa                       | Líbiai labdarúgó-szuperkupa                                 |
| Madagaszkár               | Nemzeti csapat | Madagaszkári labdarúgó-szövetség             | Pro League                                       | Telma Coupe de Madagascar                  | Super Coupe de Madagascar                                   |
| Malawi                    | Nemzeti csapat | Malawi labdarúgó-szövetség                   | Super League                                     | FISD Challenge Cup Carlsberg Cup           |                                                             |
| Mali                      | Nemzeti csapat | Mali labdarúgó-szövetség                     | Championnat National Première Division           | Coupe du Mali                              | Super Coupe National                                        |
| Marokkó                   | Nemzeti csapat | Marokkói labdarúgó-szövetség                 | GNF I                                            | Marokkói labdarúgókupa                     |                                                             |
| Mauritánia                | Nemzeti csapat | Mauritániai labdarúgó-szövetség              | Championnat National de Première Division        | Coupe Nationale                            | Supercoupe Nationale                                        |
| Mauritius                 | Nemzeti csapat | Mauritiusi labdarúgó-szövetség               | Premier League                                   | MFA Cup                                    |                                                             |
| Mayotte                   | Nemzeti csapat | Mayotte-i labdarúgó-szövetség                | Regional 1                                       | Coupe de Mayotte                           | Supercoupe                                                  |
| Mozambik                  | Nemzeti csapat | Mozambiki labdarúgó-szövetség                | Moçambola                                        | Taça Nacional                              | National Supercup                                           |
| Namíbia                   | Nemzeti csapat | Namíbiai labdarúgó-szövetség                 | Namibia Premier League                           | Namíbiai labdarúgókupa                     |                                                             |
| Niger                     | Nemzeti csapat | Nigeri labdarúgó-szövetség                   | Superligue                                       | Coupe Nationale                            | Super Coupe                                                 |
| Nigéria                   | Nemzeti csapat | Nigériai labdarúgó-szövetség                 | Nigeria Football League                          | AITEO Cup                                  |                                                             |
| Réunion                   | Nemzeti csapat | Réunioni labdarúgó-szövetség                 | Division 1                                       | Coupe de la Réunion                        | Trophée des Champions                                       |
| Rodriguez-sziget          | Nemzeti csapat | Rodriguez-szigeti labdarúgó-szövetség        | RRFA First Division                              | Republic Cup                               |                                                             |
| Ruanda                    | Nemzeti csapat | Ruandai labdarúgó-szövetség                  | Azam Rwanda Premier League                       | Coupe de la Paix (Amahoro Cup)             | Ruandai labdarúgó-szuperkupa                                |
| São Tomé és Príncipe      | Nemzeti csapat | São Tomé és Príncipe-i labdarúgó-szövetség   | Campeonato Nacional                              | Taça Nacional                              | São Tomé és Príncipe-i labdarúgó-szuperkupa                 |
| Seychelle-szigetek        | Nemzeti csapat | Seychelle-szigeteki labdarúgó-szövetség      | Seypearl Premier League                          | SFF Cup                                    | Presidents Cup                                              |
| Sierra Leone              | Nemzeti csapat | Sierra Leone-i labdarúgó-szövetség           | Premier League                                   | National FA Cup                            |                                                             |
| Szenegál                  | Nemzeti csapat | Szenegáli labdarúgó-szövetség                | Ligue 1                                          | Coupe du Sénégal                           | Coupe de l'Assemblée Nationale                              |
| Szent Ilona               | Nemzeti csapat | Szent Ilona-szigeti labdarúgó-szövetség      | SHFA League                                      | Szent Ilona-szigeti labdarúgókupa          |                                                             |
| Szomália                  | Nemzeti csapat | Szomáliai labdarúgó-szövetség                | Somali Premier League                            | General Da'ud Cup                          | Szomáliai labdarúgó-szuperkupa                              |
| Szudán                    | Nemzeti csapat | Szudáni labdarúgó-szövetség                  | Sudan Premier League                             | Szudáni labdarúgókupa                      |                                                             |
| Szváziföld                | Nemzeti csapat | Szváziföldi labdarúgó-szövetség              | MTN Premier League                               | Swazi Bank Cup                             | –                                                           |
| Tanzánia                  | Nemzeti csapat | Tanzániai labdarúgó-szövetség                | Ligi Kuu Tanzania Bara                           | Azam Sports Federation Cup                 | Ngao ya Jamii                                               |
| Togo                      | Nemzeti csapat | Togói labdarúgó-szövetség                    | Championnat National de 1ère Division            | Coupe Nationale                            | Super Coupe des Champions                                   |
| Tunézia                   | Nemzeti csapat | Tunéziai labdarúgó-szövetség                 | Ligue Professionnelle 1                          | Coupe de Tunisie                           | Super Coupe                                                 |
| Uganda                    | Nemzeti csapat | Ugandai labdarúgó-szövetség                  | StarTimes Uganda Premier League                  | Uganda Cup                                 | Ugandai labdarúgó-szuperkupa                                |
| Zambia                    | Nemzeti csapat | Zambiai labdarúgó-szövetség                  | Super League                                     | Provincial Cups                            |                                                             |
| Zanzibár                  | Nemzeti csapat | Zanzibári labdarúgó-szövetség                | Ligi Kuu ya Zanziba                              | FA of Zanzibar Cup                         |                                                             |
| Zimbabwe                  | Nemzeti csapat | Zimbabwei labdarúgó-szövetség                | Premier Soccer League                            | Chibuku Super Cup                          |                                                             |
| Zöld-foki Köztársaság     | Nemzeti csapat | A Zöld-foki Köztársaság labdarúgó-szövetsége | Campeonato Nacional                              | Taça de Cabo Verde                         | Supertaça de Cabo Verde                                     |

Megjegyzések
1. ↑  Zanzibár tagja az Afrikai Labdarúgó-szövetségnek, de csak a klubcsapati vehetnek részt az afrikai tornákon, a válogatott a ConIFA versenyein vesz részt.

## Ázsia(AFC)
| Ország                    | Nemzeti csapat | Nemzeti szövetség                               | Fő bajnokság                                                     | Fő kupa                                         | Szuperkupa mérkőzés                                          |
| ------------------------- | -------------- | ----------------------------------------------- | ---------------------------------------------------------------- | ----------------------------------------------- | ------------------------------------------------------------ |
| Afganisztán               | Nemzeti csapat | Afgán labdarúgó-szövetség                       | Afghan Premier League                                            | –                                               | –                                                            |
| Amerikai Szamoa           | Nemzeti csapat | Amerikai szamoai labdarúgó-szövetség            | FFAS National League                                             | President's Cup                                 | –                                                            |
| Ausztrália                | Nemzeti csapat | Ausztrál labdarúgó-szövetség                    | Hyundai A-League                                                 | Westfield FFA Cup                               | –                                                            |
| Bahrein                   | Nemzeti csapat | Bahreini labdarúgó-szövetség                    | Premier League                                                   | Bahreini labdarúgókupa                          | Bahreini labdarúgó-szuperkupa                                |
| Banglades                 | Nemzeti csapat | Bangladesi labdarúgó-szövetség                  | Saif Power Battery Bangladesh Premier League                     | Federation Cup                                  | Bangladesi labdarúgó-szuperkupa                              |
| Bhután                    | Nemzeti csapat | Bhutáni labdarúgó-szövetség                     | Bank of Bhutan Premier League                                    | –                                               | –                                                            |
| Brunei                    | Nemzeti csapat | Brunei labdarúgó-szövetség                      | Brunei Super League                                              | DST FA Cup                                      | Sumbangsih Cup                                               |
| Dél-Korea                 | Nemzeti csapat | Dél-koreai labdarúgó-szövetség                  | K League 1                                                       | Dél-koreai labdarúgókupa                        | Dél-koreai labdarúgó-szuperkupa                              |
| Egyesült Arab Emírségek   | Nemzeti csapat | Egyesült Arab Emírségekbeli labdarúgó-szövetség | UAE Arabian Gulf League                                          | Emir Cup/President Cup                          | Egyesült arab emírségekbeli labdarúgó-szuperkupa             |
| Észak-Korea               | Nemzeti csapat | Észak-koreai labdarúgó-szövetség                | DPRK Premier League                                              | –                                               | –                                                            |
| Északi-Mariana-szigetek   | Nemzeti csapat | Északi-Mariana-szigeteki labdarúgó-szövetség    | Spring League                                                    | –                                               | –                                                            |
| Fülöp-szigetek            | Nemzeti csapat | Fülöp-szigeteki labdarúgó-szövetség             | Philippines Football League                                      | Copa Paulino Alcantara (PFL Cup)                | –                                                            |
| Guam                      | Nemzeti csapat | Guami labdarúgó-szövetség                       | Budweiser Soccer League                                          | GFA Cup                                         | –                                                            |
| Hawaii                    | Nemzeti csapat | Hawaii labdarúgó-szövetség                      | Oahu                                                             | Robledo Cup                                     | –                                                            |
| Hongkong                  | Nemzeti csapat | Hongkongi labdarúgó-szövetség                   | Hong Kong Premier League                                         | Senior Shield & Hongkongi FA Cup                | –                                                            |
| India                     | Nemzeti csapat | Indiai labdarúgó-szövetség                      | I League (elsődleges első osztály) ISL (másodlagos első osztály) | Federation Cup                                  | Szuperkupa (Az I League és a Federation Cup győztese között) |
| Indonézia                 | Nemzeti csapat | Indonéz labdarúgó-szövetség                     | Liga 1                                                           | Piala Indonesia                                 | Indonéz labdarúgó-szuperkupa                                 |
| Irak                      | Nemzeti csapat | Iraki labdarúgó-szövetség                       | Iraqi Premier League                                             | Iraqi FA Cup                                    | Al-Muthabara Cup                                             |
| Irán                      | Nemzeti csapat | Iráni labdarúgó-szövetség                       | Iran Pro League                                                  | Jaam Hafzi                                      | Iráni labdarúgó-szuperkupa                                   |
| Japán                     | Nemzeti csapat | Japán labdarúgó-szövetség                       | J1 League                                                        | Emperor's Cup                                   | Japán labdarúgó-szuperkupa                                   |
| Jemen                     | Nemzeti csapat | Jemeni labdarúgó-szövetség                      | YFA Tournament                                                   | President Cup                                   | Jemeni labdarúgó-szuperkupa                                  |
| Jordánia                  | Nemzeti csapat | Jordán labdarúgó-szövetség                      | Jordan Professional League                                       | FA Cup                                          | Jordán labdarúgó-szuperkupa                                  |
| Kambodzsa                 | Nemzeti csapat | Kambodzsai labdarúgó-szövetség                  | Metfone C-League                                                 | Hun Sen Cup                                     | –                                                            |
| Katar                     | Nemzeti csapat | Katari labdarúgó-szövetség                      | Qatar Stars League                                               | Amir Cup                                        | –                                                            |
| Kelet-Timor               | Nemzeti csapat | Kelet-timori labdarúgó-szövetség                | Liga Futebol Amadora Timor Leste - Primeira Divisaun             | Taça 12 de Novembro                             | Supertaça                                                    |
| Kirgizisztán              | Nemzeti csapat | Kirgiz labdarúgó-szövetség                      | Top Liga                                                         | Kirgiz labdarúgókupa                            | –                                                            |
| Kína                      | Nemzeti csapat | Kínai labdarúgó-szövetség                       | China Super League                                               | Kínai FA Kupa                                   | Kínai labdarúgó-szuperkupa                                   |
| Kuvait                    | Nemzeti csapat | Kuvaiti labdarúgó-szövetség                     | Kuwaiti League                                                   | Emir Cup                                        | Kuvaiti labdarúgó-szuperkupa                                 |
| Laosz                     | Nemzeti csapat | Laoszi labdarúgó-szövetség                      | Lao League 1                                                     | Commando LFF Cup                                | –                                                            |
| Libanon                   | Nemzeti csapat | Libanoni labdarúgó-szövetség                    | First Division                                                   | FA Cup                                          | Libanoni labdarúgó-szuperkupa                                |
| Makaó                     | Nemzeti csapat | Makaói labdarúgó-szövetség                      | Campeonato da 1ª Divisão                                         | Makaói labdarúgókupa                            | –                                                            |
| Malajzia                  | Nemzeti csapat | Maláj labdarúgó-szövetség                       | Liga Super                                                       | Piala Malaysia                                  | –                                                            |
| Maldív-szigetek           | Nemzeti csapat | Maldív-szigeteki labdarúgó-szövetség            | Dhivehi Premier League                                           | FA Cup                                          | Maldív-szigeteki labdarúgó-szuperkupa                        |
| Marshall-szigetek         | Nemzeti csapat | Marshall-szigeteki labdarúgó-szövetség          | Kwajalein                                                        | –                                               | –                                                            |
| Mianmar                   | Nemzeti csapat | Mianmari labdarúgó-szövetség                    | MNL                                                              | –                                               | –                                                            |
| Mongólia                  | Nemzeti csapat | Mongol labdarúgó-szövetség                      | Ündesnii Deed Lig                                                | MFF Tsom                                        | Mongol labdarúgó-szuperkupa                                  |
| Nepál                     | Nemzeti csapat | Nepáli labdarúgó-szövetség                      | A Division League                                                | –                                               | –                                                            |
| Omán                      | Nemzeti csapat | Ománi labdarúgó-szövetség                       | OFA Oman Mobile League                                           | Sultan Qaboos Cup                               | Ománi labdarúgó-szuperkupa                                   |
| Pakisztán                 | Nemzeti csapat | Pakisztáni labdarúgó-szövetség                  | Pakistan Premier League                                          | National Football Challenge Cup                 | –                                                            |
| Palesztina (Gázai övezet) | Nemzeti csapat | Palesztin labdarúgó-szövetség                   | Gaza Strip League                                                | Gaza Strip Cup                                  | Palesztin labdarúgó-szuperkupa (Gázai övezet) Palestine Cup  |
| Palesztina (Ciszjordánia) | Nemzeti csapat | Palesztin labdarúgó-szövetség                   | West Bank League                                                 | West Bank Cup                                   | Palesztin labdarúgó-szuperkupa (Ciszjordánia) Palestine Cup  |
| Srí Lanka                 | Nemzeti csapat | Srí Lanka-i labdarúgó-szövetség                 | Super League                                                     | FA Cup                                          | –                                                            |
| Szaúd-Arábia              | Nemzeti csapat | Szaúd-arábiai labdarúgó-szövetség               | Saudi League                                                     | Custodian of the Two Holy Mosques Champions Cup | Szaúd-arábiai labdarúgó-szuperkupa                           |
| Szingapúr                 | Nemzeti csapat | Szingapúri labdarúgó-szövetség                  | S-League                                                         | Singapore Cup                                   | Szingapúri labdarúgó-szuperkupa                              |
| Szíria                    | Nemzeti csapat | Szíriai labdarúgó-szövetség                     | First Division                                                   | Presidents Cup                                  | Szíriai labdarúgó-szuperkupa                                 |
| Tádzsikisztán             | Nemzeti csapat | Tádzsik labdarúgó-szövetség                     | Ligai olii Toçikiston                                            | Tajik Cup                                       | –                                                            |
| Tajvan                    | Nemzeti csapat | Tajvani labdarúgó-szövetség                     | Jiaji Liansai                                                    | –                                               | –                                                            |
| Thaiföld                  | Nemzeti csapat | Thaiföldi labdarúgó-szövetség                   | Thai Premier League                                              | FA of Thailand Cup                              | Thailand Champions Cup                                       |
| Türkmenisztán             | Nemzeti csapat | Türkmén labdarúgó-szövetség                     | Ýokary Liga                                                      | Turkmenistan Cup                                | Türkmén labdarúgó-szuperkupa                                 |
| Üzbegisztán               | Nemzeti csapat | Üzbegisztáni labdarúgó-szövetség                | UPFL                                                             | Üzbegisztáni labdarúgókupa                      | Üzbegisztáni labdarúgó-szuperkupa                            |
| Vietnám                   | Nemzeti csapat | Vietnámi labdarúgó-szövetség                    | V-League                                                         | Cúp QG                                          | Vietnámi labdarúgó-szuperkupa                                |

Megjegyzések
1. 1 2  A Gaza Strip League és a West Bank League bajnokainak egymás elleni mérkőzése (nem valódi szuperkupa).

## Európa(UEFA)
| Ország              | Nemzeti csapat | Nemzeti szövetség                        | Fő bajnokság                                    | Fő kupa                                 | Szuperkupa mérkőzés                     |
| ------------------- | -------------- | ---------------------------------------- | ----------------------------------------------- | --------------------------------------- | --------------------------------------- |
| Albánia             | Nemzeti csapat | Albán labdarúgó-szövetség                | Kategoria Superiore                             | Kupa e Shqipërisë                       | Superkupa e Shqipërisë                  |
| Andorra             | Nemzeti csapat | Andorrai labdarúgó-szövetség             | Primera Divisió                                 | Copa Constitució                        | Supercopa andorrana de futbol           |
| Anglia              | Nemzeti csapat | Angol labdarúgó-szövetség                | Premier League                                  | FA Challenge Cup                        | FA Community Shield                     |
| Ausztria            | Nemzeti csapat | Osztrák labdarúgó-szövetség              | Bundesliga                                      | ÖFB Cup                                 | ÖFB-Supercup                            |
| Azerbajdzsán        | Nemzeti csapat | Azeri labdarúgó-szövetség                | Azərbaycan Premyer Liqası                       | Azərbaycan Kuboku                       | Azərbaycan Milli Futbol Superkuboku     |
| Belgium             | Nemzeti csapat | Belga labdarúgó-szövetség                | Jupiler Pro League                              | Beker van België                        | Belgische Super Cup                     |
| Bosznia-Hercegovina | Nemzeti csapat | Bosznia-hercegovinai labdarúgó-szövetség | Premijer Liga                                   | Kup Bosne i Hercegovine                 | Superkup Bosne i Hercegovine u nogometu |
| Bulgária            | Nemzeti csapat | Bolgár labdarúgó-szövetség               | Efbet Liga                                      | Kupa Na Bulgarija                       | Szuperkupa Na Bulgarija                 |
| Ciprus              | Nemzeti csapat | Ciprusi labdarúgó-szövetség              | Protathlima Cyta                                | Kupello Kúpru                           | Aszpida Tész KOP                        |
| Csehország          | Nemzeti csapat | Cseh labdarúgó-szövetség                 | HET Liga                                        | Pohár CMFS                              | Český Superpohár                        |
| Dánia               | Nemzeti csapat | Dán labdarúgó-szövetség                  | Superligaen                                     | DBU Pokalen                             | Den danske Super Cup                    |
| Észak-Írország      | Nemzeti csapat | Észak-ír labdarúgó-szövetség             | Danske Bank Premiership                         | Irish Cup                               | NIFL Charity Shield                     |
| Észak-Macedónia     | Nemzeti csapat | Macedón labdarúgó-szövetség              | Prva Makedonska Fudblska Liga                   | Kup na Makedonija                       | Szuperkup na Makedonija Vo Fudbal       |
| Észtország          | Nemzeti csapat | Észt labdarúgó-szövetség                 | Premium Liiga                                   | Eesti Karikas                           | Eesti Superkarikas                      |
| Feröer              | Nemzeti csapat | Feröeri labdarúgó-szövetség              | Betri-deildin                                   | Logmanssteypid                          | Stórsteypadystur                        |
| Fehéroroszország    | Nemzeti csapat | Fehérorosz labdarúgó-szövetség           | Vysheyshaya Liga                                | Кубак Беларусі                          | Szuperkubak Belaruszi na Futbole        |
| Finnország          | Nemzeti csapat | Finn labdarúgó-szövetség                 | Veikkausliiga                                   | Suomen Cup                              | –                                       |
| Franciaország       | Nemzeti csapat | Francia labdarúgó-szövetség              | Ligue 1                                         | Coupe de la France                      | Trophée des Champions                   |
| Gibraltár           | Nemzeti csapat | Gibraltári labdarúgó-szövetség           | National League                                 | Rock Cup                                | Pepe Reyes Cup                          |
| Görögország         | Nemzeti csapat | Görög labdarúgó-szövetség                | Super League 1                                  | Kupello                                 | Szúper Kap Elládosz                     |
| Grúzia              | Nemzeti csapat | Grúz labdarúgó-szövetség                 | Crystalbet Erovnuli Liga                        | David Kipiani Cup                       | Szakartvelosz Szapehburto Szupertaszi   |
| Hollandia           | Nemzeti csapat | Holland Labdarúgó-szövetség              | Eredivisie                                      | KNVB Beker                              | Johan Cruijff Kupa                      |
| Horvátország        | Nemzeti csapat | Horvát labdarúgó-szövetség               | Hrvatski Telekom Prva Liga                      | Hrvatski nogometni kup                  | Hrvatski nogometni superkup             |
| Izland              | Nemzeti csapat | Izlandi labdarúgó-szövetség              | Pepsi Max Deildin                               | Mjólkurbikarinn                         | Meistarakeppni karla                    |
| Izrael              | Nemzeti csapat | Izraeli labdarúgó-szövetség              | Ligat ha'Al                                     | Gvia HaMedina                           | Aluf HaAlufym                           |
| Írország            | Nemzeti csapat | Ír labdarúgó-szövetség                   | SSE Airtricity Premier League                   | FAI Challenge Cup                       | President's Cup                         |
| Kazahsztán          | Nemzeti csapat | Kazak labdarúgó-szövetség                | Premier Liga                                    | Kubok Kazakhstana                       | Kazaksztan Szuperkubogli                |
| Koszovó             | Nemzeti csapat | Koszovói labdarúgó-szövetség             | Superliga e Kosovës                             | Kupa e Kosovës                          | Super Kupa e Kosovës                    |
| Lengyelország       | Nemzeti csapat | Lengyel labdarúgó-szövetség              | PRO Ekstraklasa                                 | Totolotek Puchar Polski                 | Superpuchar Polski                      |
| Lettország          | Nemzeti csapat | Lett labdarúgó-szövetség                 | OPTIBET Virslīga                                | Latvijas Kauss                          | Latvijas Superkauss                     |
| Liechtenstein       | Nemzeti csapat | Liechtensteini labdarúgó-szövetség       | Brack.ch Challenge League (svájci másodosztály) | Liechtensteiner Cup                     | –                                       |
| Litvánia            | Nemzeti csapat | Litván labdarúgó-szövetség               | A Lyga                                          | LFF Taurė                               | Lietuvos futbolo supertaurė             |
| Luxemburg           | Nemzeti csapat | Luxemburgi labdarúgó-szövetség           | BGL Ligue                                       | Coupe de Luxembourg                     | –                                       |
| Magyarország        | Nemzeti csapat | Magyar labdarúgó-szövetség               | OTP Bank Liga                                   | MOL Magyar Kupa                         | Szuperkupa                              |
| Málta               | Nemzeti csapat | Máltai labdarúgó-szövetség               | BOV Premier League                              | FAI Cup                                 | BOV Super Cup Maltija                   |
| Moldova             | Nemzeti csapat | Moldáv labdarúgó-szövetség               | Divizia Națională                               | Cupa Moldovei                           | Supercupa Moldovei                      |
| Montenegró          | Nemzeti csapat | Montenegrói labdarúgó-szövetség          | Telekom 1. CFL                                  | Kup Crne Gore                           | –                                       |
| Németország         | Nemzeti csapat | Német Labdarúgó-szövetség                | Bundesliga                                      | DFB-Pokal                               | DFL-Supercup                            |
| Norvégia            | Nemzeti csapat | Norvég labdarúgó-szövetség               | Eliteserien                                     | Norgesmesterskapet i fotball for herrer | Superfinalen                            |
| Olaszország         | Nemzeti csapat | Olasz Labdarúgó-szövetség                | Serie A                                         | Coppa Italia                            | Supercoppa Italiana                     |
| Oroszország         | Nemzeti csapat | Orosz labdarúgó-szövetség                | Premier Liga                                    | Betcity Orosz Kupa                      | Olymp Orosz Szuperkupa                  |
| Örményország        | Nemzeti csapat | Örmény labdarúgó-szövetség               | Bardzragujn Khumb                               | Hajasztani Angaxoutyan Kavat            | Hakob Tonojani anvan Szowpergavat       |
| Portugália          | Nemzeti csapat | Portugál labdarúgó-szövetség             | Liga NOS                                        | Taça de Portugal Placard                | Supertaça Cândido de Oliveira           |
| Románia             | Nemzeti csapat | Román labdarúgó-szövetség                | Liga 1                                          | Cupa României                           | Supercupa României                      |
| San Marino          | Nemzeti csapat | San Marinó-i labdarúgó-szövetség         | Campionato Sammarinese                          | Coppa Titano                            | Supercoppa Sammarinese                  |
| Skócia              | Nemzeti csapat | Skót labdarúgó-szövetség                 | Scottish Premiership                            | SFA Cup                                 | –                                       |
| Spanyolország       | Nemzeti csapat | Spanyol Labdarúgó-szövetség              | LaLiga Santander                                | Copa del Rey                            | Supercopa de España                     |
| Svájc               | Nemzeti csapat | Svájci labdarúgó-szövetség               | Raiffeisen Super League                         | Helvetia Schweizer Cup                  | Schweizer Fussball-Supercup             |
| Svédország          | Nemzeti csapat | Svéd labdarúgó-szövetség                 | Allsvenskan                                     | Svenska Cupen                           | Supercupen                              |
| Szerbia             | Nemzeti csapat | Szerb labdarúgó-szövetség                | Ling Long Tire Super Liga Srbije                | Kup Srbije                              | –                                       |
| Szlovákia           | Nemzeti csapat | Szlovák labdarúgó-szövetség              | Fortuna Liga                                    | Slovnaft Cup                            | Slovenský Superpohár                    |
| Szlovénia           | Nemzeti csapat | Szlovén labdarúgó-szövetség              | PrvaLiga Telekom Slovenije                      | Pokal Slovenije                         | Slovenski Superpokal                    |
| Törökország         | Nemzeti csapat | Török labdarúgó-szövetség                | Süper Lig                                       | Türkiye Kupası                          | Türkiye Süper Kupası                    |
| Ukrajna             | Nemzeti csapat | Ukrán labdarúgó-szövetség                | Premier Liga                                    | Kubok Ukrajini                          | Szuperkubok Ukrajini                    |
| Wales               | Nemzeti csapat | Walesi labdarúgó-szövetség               | Cymru Premier                                   | Welsh Cup                               |                                         |

## Észak-ésDél-Amerika,Karib-térség(CONCACAF)
| Ország                                | Nemzeti csapat | Nemzeti szövetség                                          | Fő bajnokiság                                                             | Fő kupa                            | Szuperkupa mérkőzés          |
| ------------------------------------- | -------------- | ---------------------------------------------------------- | ------------------------------------------------------------------------- | ---------------------------------- | ---------------------------- |
| Amerikai Egyesült Államok             | Nemzeti csapat | Amerikai labdarúgó-szövetség                               | Major League Soccer MLS is Back Tournament (2020)                         | US Open Cup                        | –                            |
| Amerikai Virgin-szigetek              | Nemzeti csapat | Amerikai Virgin-szigeteki labdarúgó-szövetség              | Premier League                                                            | –                                  | –                            |
| Anguilla                              | Nemzeti csapat | Anguillai labdarúgó-szövetség                              | AFA Football League                                                       | –                                  | –                            |
| Antigua és Barbuda                    | Nemzeti csapat | Antigua és Barbuda-i labdarúgó-szövetség                   | Premier Division                                                          | FA Cup                             | Community Shield             |
| Aruba                                 | Nemzeti csapat | Arubai labdarúgó-szövetség                                 | Division di Honor                                                         | Copa Betico Croes                  | –                            |
| Bahama-szigetek                       | Nemzeti csapat | Bahama-szigeteki labdarúgó-szövetség                       | BFA Senior League                                                         | BFA Cup                            | –                            |
| Barbados                              | Nemzeti csapat | Barbadosi labdarúgó-szövetség                              | Digicel Premier League                                                    | FA Cup                             | –                            |
| Belize                                | Nemzeti csapat | Belize-i labdarúgó-szövetség                               | Premier League of Belize                                                  | –                                  | –                            |
| Bermuda                               | Nemzeti csapat | Bermudai labdarúgó-szövetség                               | Premier Division                                                          | FA Challenge Cup                   | Charity Shield               |
| Brit Virgin-szigetek                  | Nemzeti csapat | Brit Virgin-szigeteki labdarúgó-szövetség                  | BVIFA National League                                                     | –                                  | –                            |
| Costa Rica                            | Nemzeti csapat | Costa Rica-i labdarúgó-szövetség                           | Primera División                                                          | –                                  | –                            |
| Curaçao                               | Nemzeti csapat | Curaçaói labdarúgó-szövetség                               | Kampionato Liga MCB                                                       | –                                  | –                            |
| Dominikai Közösség                    | Nemzeti csapat | Dominikai Közösségi labdarúgó-szövetség                    | Premier League                                                            | Nation Cup                         | –                            |
| Dominikai Köztársaság                 | Nemzeti csapat | Dominikai Köztársasági labdarúgó-szövetség                 | Liga Dominicana de Fútbol                                                 | Copa Salesianaa                    | –                            |
| Francia Guyana                        | Nemzeti csapat | Francia guyanai labdarúgó-szövetség                        | French Guiana Honor Division                                              | Coupe de Guyane                    | –                            |
| Grenada                               | Nemzeti csapat | Grenadai labdarúgó-szövetség                               | GFA Premier League                                                        | Waggy T Super Knockout             | –                            |
| Guadeloupe                            | Nemzeti csapat | Guadeloupe-i labdarúgó-szövetség                           | Guadeloupe Division of Honor                                              | Coupe de Guadeloupe                | –                            |
| Guatemala                             | Nemzeti csapat | Guatemalai labdarúgó-szövetség                             | Liga Nacional                                                             | Copa Centenario                    | Campeón de Campeones         |
| Guyana                                | Nemzeti csapat | Guyanai labdarúgó-szövetség                                | Elite League                                                              | GFA Banks Beer Knockout Tournament | –                            |
| Haiti                                 | Nemzeti csapat | Haiti labdarúgó-szövetség                                  | Championnat National D1                                                   | Super Coupe d'Haïti                | –                            |
| Honduras                              | Nemzeti csapat | Hondurasi labdarúgó-szövetség                              | Primera División                                                          | Copa Honduras                      | –                            |
| Jamaica                               | Nemzeti csapat | Jamaicai labdarúgó-szövetség                               | National Premier League                                                   | Flow Champions Cup                 | –                            |
| Kanada                                | Nemzeti csapat | Kanadai labdarúgó-szövetség                                | Major League Soccer MLS is Back Tournament (2020) Canadian Premier League | Canadian Championship              | –                            |
| Kajmán-szigetek                       | Nemzeti csapat | Kajmán-szigeteki labdarúgó-szövetség                       | CIFA Premier League                                                       | President's Cup                    | –                            |
| Kuba                                  | Nemzeti csapat | Kubai labdarúgó-szövetség                                  | Campeonato Nacional de Liga                                               | –                                  | –                            |
| Martinique                            | Nemzeti csapat | Martinique-i labdarúgó-szövetség                           | Martinique Championnat National                                           | Coupe de Martinique                | –                            |
| Mexikó                                | Nemzeti csapat | Mexikói labdarúgó-szövetség                                | Liga MX                                                                   | Copa MX                            | Campeón de Campeones         |
| Montserrat                            | Nemzeti csapat | Montserrati labdarúgó-szövetség                            | Montserrat Championship                                                   | –                                  | –                            |
| Nicaragua                             | Nemzeti csapat | Nicaraguai labdarúgó-szövetség                             | Liga Nicaragüense de Fútbol                                               | Copa Nicaragua                     | –                            |
| Panama                                | Nemzeti csapat | Panamai labdarúgó-szövetség                                | Liga Panameña de Fútbol                                                   | –                                  | –                            |
| Puerto Rico                           | Nemzeti csapat | Puerto Ricó-i labdarúgó-szövetség                          | Liga Puerto Rico                                                          | Copa Luis Villarejo                | –                            |
| Saint Kitts és Nevis                  | Nemzeti csapat | Saint Kitts és Nevis-i labdarúgó-szövetség                 | SKNFA Digicel Super League (Saint Kitts)                                  | FA Cup (Saint Kitts)               | Presidents Cup (Saint Kitts) |
| Saint Kitts és Nevis                  | Nemzeti csapat | Saint Kitts és Nevis-i labdarúgó-szövetség                 | N1 League (Nevis)                                                         | Legends Cup (Nevis)                | –                            |
| Saint Lucia                           | Nemzeti csapat | Saint Lucia-i labdarúgó-szövetség                          | SLFA First Division                                                       | SLFA Island Cup                    | –                            |
| Saint-Martin                          | Nemzeti csapat | Saint-martini labdarúgó-szövetség                          | Saint-Martin (Ligue)                                                      | –                                  | –                            |
| Saint Vincent és a Grenadine-szigetek | Nemzeti csapat | Saint Vincent és a Grenadine-szigeteki labdarúgó-szövetség | Premier Division                                                          | –                                  | –                            |
| Salvador                              | Nemzeti csapat | Salvadori labdarúgó-szövetség                              | Campeonato                                                                | Copa Claro                         | –                            |
| Sint Maarten                          | Nemzeti csapat | Sint Maarten-i labdarúgó-szövetség                         | SXMFF League                                                              | –                                  | –                            |
| Suriname                              | Nemzeti csapat | Suriname-i labdarúgó-szövetség                             | SVB Eerste Divisie                                                        | SVB Bekercompetitie                | President's Cup              |
| Trinidad és Tobago                    | Nemzeti csapat | Trinidad és Tobagó-i labdarúgó-szövetség                   | Professional League                                                       | FA Cup                             | –                            |
| Turks- és Caicos-szigetek             | Nemzeti csapat | Turks- és Caicos-szigeteki labdarúgó-szövetség             | Provo Premier League                                                      | Turks Head Cup                     | –                            |

Megjegyzések
1. 1 2  Közös labdarúgó bajnokság (USA, Kanada)
2. 1 2  A COVID–19-pandémia miatt félbeszakított 2020-as szezon folytatásaként szervezett bajnokság
3. ↑  A Holland Antilláki labdarúgó-szövetség megszűnt, jogutódja a Curaçaói labdarúgó-válogatott

## Dél-Amerika(CONMEBOL)
| Ország    | Nemzeti csapat | Nemzeti szövetség              | Fő bajnokiság                 | Fő kupa              |
| --------- | -------------- | ------------------------------ | ----------------------------- | -------------------- |
| Argentína | Nemzeti csapat | Argentin labdarúgó-szövetség   | Primera División              |                      |
| Bolívia   | Nemzeti csapat | Bolíviai labdarúgó-szövetség   | División Profesional Apertura |                      |
| Brazília  | Nemzeti csapat | Brazil labdarúgó-szövetség     | Campeonato Brasileiro Série A | Copa do Brasil       |
| Chile     | Nemzeti csapat | Chilei labdarúgó-szövetség     | Primera División              | Copa Chile           |
| Kolumbia  | Nemzeti csapat | Kolumbiai labdarúgó-szövetség  | Liga BetPlay Dimayor          | Copa BetPlay Dimayor |
| Ecuador   | Nemzeti csapat | Ecuadori labdarúgó-szövetség   | LigaPro Serie A               |                      |
| Paraguay  | Nemzeti csapat | Paraguayi labdarúgó-szövetség  | Primera División              |                      |
| Peru      | Nemzeti csapat | Perui labdarúgó-szövetség      | Liga 1                        |                      |
| Uruguay   | Nemzeti csapat | Uruguayi labdarúgó-szövetség   | Primera División              |                      |
| Venezuela | Nemzeti csapat | Venezuelai labdarúgó-szövetség | Liga Futve                    | Copa Venezuela       |

## Óceánia(OFC)
| Ország                         | Nemzeti csapat | Nemzeti szövetség                      | Fő bajnokiság                                                      | Fő kupa                            | Szuperkupa mérkőzés             |
| ------------------------------ | -------------- | -------------------------------------- | ------------------------------------------------------------------ | ---------------------------------- | ------------------------------- |
| Amerikai Szamoa                | Nemzeti csapat | Amerikai szamoai labdarúgó-szövetség   | ASFA Soccer League                                                 | –                                  | –                               |
| Cook-szigetek                  | Nemzeti csapat | Cook-szigeteki labdarúgó-szövetség     | Rarotonga                                                          | Cook-szigeteki labdarúgókupa       | –                               |
| Fidzsi-szigetek                | Nemzeti csapat | Fidzsi-szigeteki labdarúgó-szövetség   | Premier League                                                     | Battle of the Giants               | Champions versus Champions      |
| Francia Polinézia              | Nemzeti csapat | Francia polinéziai labdarúgó-szövetség | Francia polinéziai labdarúgó-bajnokság (első osztály)              | –                                  | –                               |
| Kiribati                       | Nemzeti csapat | Kiribati labdarúgó-szövetség           | Te Runga (Mwaane)                                                  | –                                  | –                               |
| Mikronéziai Szövetségi Államok | Nemzeti csapat | Mikronéziai labdarúgó-szövetség        | Yap                                                                | Labdarúgás a Mikronéziai Játékokon | –                               |
| Moorea                         | Nemzeti csapat | Francia polinéziai labdarúgó-szövetség | Francia polinéziai labdarúgó-bajnokság (másodosztály)              | –                                  | –                               |
| Niue                           | Nemzeti csapat | Niuei labdarúgó-szövetség              | Soccer Tournament                                                  | –                                  | –                               |
| Palau                          | Nemzeti csapat | Palaui labdarúgó-szövetség             | Palau Soccer League                                                | –                                  | –                               |
| Pápua Új-Guinea                | Nemzeti csapat | Pápua új-guineai labdarúgó-szövetség   | Kumul Petroleum Holdings National Soccer League                    | Besta Cup                          | –                               |
| Salamon-szigetek               | Nemzeti csapat | Salamon-szigeteki labdarúgó-szövetség  | Telekom S-League                                                   | –                                  | –                               |
| Szamoa                         | Nemzeti csapat | Szamoai labdarúgó-szövetség            | Upolu Premier League                                               | Samoa Cup                          | –                               |
| Tahiti                         | Nemzeti csapat | Tahiti labdarúgó-szövetség             | Division 1                                                         | –                                  | –                               |
| Tonga                          | Nemzeti csapat | Tongai labdarúgó-szövetség             | Tonga Premier League                                               | Tongai labdarúgókupa               | –                               |
| Tuvalu                         | Nemzeti csapat | Tuvalui labdarúgó-szövetség            | Division A                                                         | Independence Cup                   | –                               |
| Új-Kaledónia                   | Nemzeti csapat | Új-kaledóniai labdarúgó-szövetség      | Super Ligue                                                        | Coupe de Calédonie                 | –                               |
| Új-Zéland                      | Nemzeti csapat | Új-zélandi labdarúgó-szövetség         | Premiership                                                        | Chatham Cup                        | –                               |
| Vanuatu                        | Nemzeti csapat | Vanuatui labdarúgó-szövetség           | 7 Member Assocations Championship 2019 & PVFA Lik - Premia Divisen | Port Vila Shield                   | Vanuatu Club Championship Final |

Megjegyzések
1. ↑  A 7 Member Assocations Championship 2019 és a PVFA Lik - Premia Divisen győzteseinek párharca (nem tekinthető szuperkupának)

## ConIFA,WUFA,CSANF,IIGAtagok, illetve szövetség nélküliek
| Ország(rész)/Népcsoport           | Válogatott | Szövetség | Fő bajnokság                                        | Fő kupa                                           | Szuperkupa mérkőzés                     |
| --------------------------------- | ---------- | --------- | --------------------------------------------------- | ------------------------------------------------- | --------------------------------------- |
| Abházia                           | Válogatott | Szövetség | Abháziai labdarúgó-bajnokság (első osztály)         | Abkhazia Cup                                      | –                                       |
| Ajmarák                           | Válogatott | Szövetség | –                                                   | –                                                 | –                                       |
| Alderney                          | Válogatott | Szövetség | –                                                   | –                                                 | –                                       |
| All Black FC                      | Klubcsapat | Szövetség | Yau Yee Football League                             | –                                                 | –                                       |
| Anglesey                          | Válogatott | Szövetség | –                                                   | –                                                 | –                                       |
| Arámiak                           | Válogatott | Szövetség | –                                                   | –                                                 | –                                       |
| Argentínában élő örmények         | Válogatott | Szövetség | –                                                   | –                                                 | –                                       |
| Åland                             | Válogatott | Szövetség | –                                                   | –                                                 | –                                       |
| Mariya                            | Válogatott | Szövetség | –                                                   | –                                                 | –                                       |
| Barawa                            | Válogatott | Szövetség | –                                                   | –                                                 | –                                       |
| Barotseland                       | Válogatott | Szövetség | –                                                   | –                                                 | –                                       |
| Brit Indiai-óceáni Terület        | Válogatott | Szövetség | –                                                   | –                                                 | –                                       |
| Kalifornia                        | Válogatott | Szövetség | –                                                   | –                                                 | –                                       |
| Cascadia                          | Válogatott | Szövetség | –                                                   | –                                                 | –                                       |
| Chameria                          | Válogatott | Szövetség | –                                                   | –                                                 | –                                       |
| Cornwall                          | Válogatott | Szövetség | –                                                   | –                                                 | –                                       |
| Dél-Oszétia                       | Válogatott | Szövetség | –                                                   | –                                                 | –                                       |
| Délvidék                          | Válogatott | Szövetség | –                                                   | –                                                 | –                                       |
| Dnyeszter Menti Köztársaság       | Válogatott | Szövetség | Dnyeszter menti labdarúgó-bajnokság (első osztály)  | Dnyeszter menti labdarúgókupa                     |                                         |
| Donyecki Népköztársaság           | Válogatott | Szövetség | –                                                   | –                                                 | –                                       |
| Elba                              | Válogatott | Szövetség | –                                                   | –                                                 | –                                       |
| Eszperantók                       | Válogatott | Szövetség | –                                                   | –                                                 | –                                       |
| Észak-Ciprus                      | Válogatott | Szövetség | KKTC Süper Ligi                                     | Kıbrıs Kupası                                     | Süper Kupası                            |
| Falkland-szigetek                 | Válogatott | Szövetség | Branded Stanley Services LTD Football League        | –                                                 | –                                       |
| Felvidék                          | Válogatott | Szövetség | –                                                   | –                                                 | –                                       |
| Fernando de Noronha-szigetcsoport | Válogatott | Szövetség | –                                                   | –                                                 | –                                       |
| Frankföld                         | Válogatott | Szövetség | –                                                   | –                                                 | –                                       |
| Frøya                             | Válogatott | Szövetség | –                                                   | –                                                 | –                                       |
| Gotland                           | Válogatott | Szövetség | –                                                   | –                                                 | –                                       |
| Gozo                              | Válogatott | Szövetség | L-Ewwel Diviżjoni                                   | BOV GFA Cup                                       | BOV Super Cup                           |
| Grönland                          | Válogatott | Szövetség | Angutit inersimasut GM                              | –                                                 | –                                       |
| Guernsey                          | Válogatott | Szövetség | Division 1                                          | Guernsey FA Cup                                   | Frederick Martinez Cup                  |
| Hawaii                            | Válogatott | Szövetség | Oahu                                                | Robledo Cup                                       | –                                       |
| Hegyi-Karabah Köztársaság         | Válogatott | Szövetség | Artsakh Football League                             | Artsakh Cup                                       | –                                       |
| Hitra                             | Válogatott | Szövetség | –                                                   | –                                                 | –                                       |
| Húsvét-sziget                     | Válogatott | Szövetség | –                                                   | –                                                 | –                                       |
| Iraki Kurdisztán                  | Válogatott | Szövetség | Kurdistan Premier League                            | Kurdistan Cup                                     | Kurdistan Super Cup                     |
| Jersey                            | Válogatott | Szövetség | Premiership                                         | Trinity Shield                                    | –                                       |
| Juan Fernández-szigetek           | Válogatott | Szövetség | –                                                   | –                                                 | –                                       |
| Kabilok                           | Válogatott | Szövetség | –                                                   | –                                                 | –                                       |
| Karácsony-sziget                  | Válogatott | Szövetség | Christmas Island Soccer League                      | –                                                 | –                                       |
| Karen                             | Válogatott | Szövetség | –                                                   | –                                                 | –                                       |
| Kárpátalja                        | Válogatott | Szövetség | Kárpátalja megyei labdarúgó-bajnokság               | Kárpátalja megyei labdarúgókupa                   | Kárpátaljai megyei labdarúgó-szuperkupa |
| Krími Autonóm Köztársaság         | Válogatott | Szövetség | Crimean Football Union Premier League               | Crimean Football Union Cup                        | Crimea Super Cup                        |
| Külső-Hebridák                    | Válogatott | Szövetség | –                                                   | –                                                 | –                                       |
| Kuskatan                          | Válogatott | Szövetség | –                                                   | –                                                 | –                                       |
| Lappföld                          | Válogatott | Szövetség | –                                                   | –                                                 | –                                       |
| Lázisztán                         | Válogatott | Szövetség | –                                                   | –                                                 | –                                       |
| Lezgek                            | Válogatott | Szövetség | –                                                   | –                                                 | –                                       |
| Luganszki Népköztársaság          | Válogatott | Szövetség | –                                                   | –                                                 | –                                       |
| Man-sziget                        | Válogatott | Szövetség | Premier League                                      | FA Cup                                            | Charity Shield                          |
| Mapucse indiánok                  | Válogatott | Szövetség | –                                                   | –                                                 | –                                       |
| Mbyá-Guaranik                     | Válogatott | Szövetség | –                                                   | –                                                 | –                                       |
| Matabeleland                      | Válogatott | Szövetség | –                                                   | –                                                 | –                                       |
| Menorca                           | Válogatott | Szövetség | –                                                   | –                                                 | –                                       |
| Monaco                            | Válogatott | Szövetség | –                                                   | 43e Challenge Prince Rainier III                  | –                                       |
| Nauru                             | Válogatott | Szövetség | Nauru Amateurish Soccer League                      |                                                   |                                         |
| Nizza megye                       | Válogatott | Szövetség | –                                                   | –                                                 | –                                       |
| Nyugat-Örményország               | Válogatott | Szövetség | –                                                   | –                                                 | –                                       |
| Nyugat-Szahara                    | Válogatott | Szövetség | –                                                   | Sahrawi Republic Cup                              | –                                       |
| Nyugat-Türkisztán                 | Válogatott | Szövetség | –                                                   | –                                                 | –                                       |
| Nyugat-Új-Guinea                  | Válogatott | Szövetség | –                                                   | –                                                 | –                                       |
| Okcitánia                         | Válogatott | Szövetség | –                                                   | –                                                 | –                                       |
| Orkney-szigetek                   | Válogatott | Szövetség | A-League                                            | Parish Cup                                        | –                                       |
| Padánia                           | Válogatott | Szövetség | –                                                   | –                                                 | –                                       |
| Pandzsábok                        | Válogatott | Szövetség | –                                                   | –                                                 | –                                       |
| Québec                            | Válogatott | Szövetség | –                                                   | –                                                 | –                                       |
| Raetia                            | Válogatott | Szövetség | –                                                   | –                                                 | –                                       |
| Rjúkjúiak                         | Válogatott | Szövetség | –                                                   | –                                                 | –                                       |
| Rohingják                         | Válogatott | Szövetség | –                                                   | –                                                 | –                                       |
| Romák                             | Válogatott | Szövetség | –                                                   | –                                                 | –                                       |
| Roraima                           | Válogatott | Szövetség | Federação Roraimense de Futebol                     | a bajnokság győztese indulhat a Copa do Brasilban | –                                       |
| Saaremaa megye                    | Válogatott | Szövetség | –                                                   | –                                                 | –                                       |
| Saint-Barthélemy                  | Válogatott | Szövetség | Saint-Barthelemy Championships                      | Coupe de Saint-Barth                              | Taça Jose Veiga da Silva                |
| Saint-Pierre és Miquelon          | Válogatott | Szövetség | Ligue de Football de Saint Pierre et Miquelon       | –                                                 | –                                       |
| Sark                              | Válogatott | Szövetség | –                                                   | –                                                 | –                                       |
| Seleção Paulista                  | Klubcsapat | Szövetség | –                                                   | Campeonato Brasileiro de Seleções Estaduais       | –                                       |
| Scilly-szigetek                   | Válogatott | Szövetség | Scilly-szigeteki labdarúgó-bajnokság (első osztály) | Lioness Shield                                    | Charity Shield                          |
| Shetland-szigetek                 | Válogatott | Szövetség | Ocean Kinetics Premier League                       | Madrid Cup                                        | –                                       |
| Skåneland                         | Válogatott | Szövetség | –                                                   | –                                                 | –                                       |
| Szardínia                         | Válogatott | Szövetség | –                                                   | –                                                 | –                                       |
| Székelyföld                       | Válogatott | Szövetség | –                                                   | –                                                 | –                                       |
| Szomáliföld                       | Válogatott | Szövetség | –                                                   | Szomáliföldi Régiók Játéka (labdarúgás)           | –                                       |
| Tamil Ílam                        | Válogatott | Szövetség | –                                                   | –                                                 | –                                       |
| Tibet                             | Válogatott | Szövetség | –                                                   | Gyalyum Chenmo Memorial Gold Cup                  | –                                       |
| Tokelau-szigetek                  | Válogatott | Szövetség | Tokelau Amateurish Football League                  | –                                                 | –                                       |
| Vatikán                           | Válogatott | Szövetség | ACDV League                                         | Coppa Sergio Valci Clericus Cup                   | Supercoppa ACDV                         |
| Wallis és Futuna                  | Válogatott | Szövetség | Wallis Première Division                            | –                                                 | –                                       |
| Wallis és Futuna                  | Válogatott | Szövetség | Futuna Première Division                            | –                                                 | –                                       |
| Wight-sziget                      | Válogatott | Szövetség | –                                                   | –                                                 | –                                       |
| Yorkshire                         | Válogatott | Szövetség | –                                                   | –                                                 | –                                       |
| Zainicsik                         | Válogatott | Szövetség | –                                                   | –                                                 | –                                       |

Megjegyzések

## Forrás
- The RSSSF Archive - Current Domestic Results (angolul)
- Members – CONIFA (angolul)